# Eugeniusz Skupień
Eugeniusz Skupień (ur. 30 grudnia 1964 w Rybniku) – polski żużlowiec.

## Życiorys

### Życie prywatne
Brat Antoniego Skupienia i wujek Larsa Skupienia, również żużlowców.

### Kariera sportowa
Licencję żużlową zdobył w 1983 roku. W rozgrywkach z cyklu Drużynowych Mistrzostw Polski startował w latach 1984–2002, reprezentując kluby ROW-u Rybnik (1984–1992, 1997–2000), Polonii Bydgoszcz (1993), Włókniarza Częstochowa (1994–1996), Śląska Świętochłowice (2001) oraz Wandy Kraków (2002). W swoim dorobku posiada 5 medali DMP: złoty (1996), trzy srebrne (1988, 1990, 1993) oraz brązowy (1989). Trzykrotnie zdobywał medale w finałach Mistrzostw Polski Par Klubowych: złoty (Grudziądz 1993), srebrny (Rybnik 1988) oraz brązowy (Rzeszów 1990). W 1984 r. zdobył w Rybniku tytuł Młodzieżowego Wicemistrza Polski Par Klubowych, a w 1994 r. – Drużynowy Puchar Polski.
W 1984 r. zajął V m. w finale Młodzieżowych Indywidualnych Mistrzostw Polski, a w 1985 r. zajął IV m. w turnieju o "Srebrny Kask". Czterokrotnie (1987, 1989, 1990, 1991) startował w finałach Indywidualnych Mistrzostw Polski (najlepszy wynik: Toruń 1987 – XIII m.). Trzykrotnie (1989, 1990, 1992) uczestniczył w turniejach o "Złoty Kask" (najlepszy wynik: 1990 – IV m.). W 1988 r. zajął II m. w Kryterium Asów Polskich Lig Żużlowych im. Mieczysława Połukarda w Bydgoszczy, dwukrotnie (1988, 1990) zajął II m. w Memoriałach im. Jana Ciszewskiego, zajął również II m. w Memoriale im. Bronisława Idzikowskiego i Marka Czernego (Częstochowa 1990). W 1991 r. był w Lonigo uczestnikiem półfinału kontynentalnego Indywidualnych Mistrzostw Świata (XV m.).